# Jodhi May
Pour les articles homonymes, voir May et Edwards.
Jodhi May, née Jodhi Tania Edwards le 8 mai 1975, à Camden Town dans le Grand Londres, est une actrice britannique.

## Carrière
Jodhi May est révélée adolescente dans le film Un monde à part de Chris Menges en 1988. Elle y joue la fille d'une militante anti-apartheid en Afrique du Sud. Elle obtient le prix d'interprétation féminine en 1988 au festival de Cannes pour ce rôle.
Après des études littéraires à l'université d'Oxford, elle joue surtout dans des adaptations d'œuvres littéraires : Le Dernier des Mohicans (d'après James Fenimore Cooper, 1992), Sister My Sister en 1994 dans le rôle d'une lesbienne incestueuse (Best Actress Award au festival international du film de Valladolid), Les Amants du nouveau monde (d'après Nathaniel Hawthorne, 1995), Le Joueur (d’après Dostoïevski, 1997), Chez les heureux du monde (d'après Edith Wharton, 2000).
Ces adaptations sont souvent destinées à la télévision : The Turn of the Screw (d'après Henry James, 1999), Tipping the Velvet (d'après Sarah Waters, 2002), ou Daniel Deronda (d'après George Eliot, 2002).
En 2010, elle joue dans la série télévisée Strike Back.

## Filmographie

### Cinéma
- 1988 : Un monde à part : Molly Roth
- 1990 : La Guerre des nerfs (Eminent Domain) de John Irvin : Ewa
- 1992 : Le Dernier des Mohicans (The Last of the Mohicans) : Alice Munro
- 1994 : Le Deuxième Père (Second Best) de Chris Menges : Alice
- 1994 : Sister My Sister : Léa
- 1995 : Les Amants du nouveau monde (The Scarlet Letter)[A 1] : voix de Pearl
- 1997 : Le Joueur de Karoly Makk : Anna Snitkina
- 1997 : The Woodlanders[A 2] : Marty South
- 2000 : Chez les heureux du monde (The House of Mirth)[A 3] : Grace Julia Stepney
- 2001 : Dish de Meloni Poole (court-métrage) : Mo
- 2001 : Round About Five (court-métrage) : coursier à bicyclette
- 2001 : Reconnu coupable (The Escapist) : Christine
- 2004 : Blinded d'Eleanor Yule : Rachel Black
- 2005 : Une belle journée (On a Clear Day) : Angela
- 2005 : Bye Bye Blackbird de Robinson Savary : Nina
- 2005 : Le Témoin du marié (The Best Man) : Tania
- 2006 : Coups d’État (Land of the Blind) : la mère de Joe (non créditée)
- 2007 : Le Ronde de nuit (Nightwatching) de Peter Greenaway : Geertje
- 2008 : Rembrandt's J'accuse de Peter Greenaway : Geertje (documentaire)
- 2008 : Flashbacks of a Fool : Evelyn Adams
- 2008 : Les Insurgés (Defiance) : Tamara Skidelsky
- 2012 : Ginger and Rosa : Anoushka
- 2012 : I, Anna de Barnaby Southcombe : Janet Stone
- 2012 : The Scapegoat : Blanche
- 2016 : Emily Dickinson, A Quiet Passion de Terence Davies : Luisa
- 2017 : Let Me Go : Beth
- 2018 : Blackwood, le pensionnat (Down a Dark Hall) de Rodrigo Cortés : Heather Sinclair
- 2019 : The Warrior Queen of Jhansi : la Reine Victoria
- 2022 : The Silent Twins d'Agnieszka Smoczyńska : Marjorie Wallace
- 2022 : Il filo invisibile : Tilly

### Télévision

#### Téléfilms
- 1990 : Max and Helen : Miriam Weiss
- 1991 : For the Greater Good : Rose Kellner
- 1995 : Signs and Wonders : Claire Palmore
- 1999 : Warriors, l'impossible mission : Emma
- 1999 : The Turn of the Screw[A 4] : Miss Jessel
- 2003 : The Mayor of Casterbridge[A 5] : Elizabeth Jane
- 2005 : The Man-Eating Leopard of Rudraprayag : Jean Ibbotson
- 2008 : Einstein et Eddington (Einstein and Eddington) : Elsa Einstein
- 2009 : Sleep With Me : Lelia
- 2010 : Blood and Oil : Claire Unwin
- 2012 : The Scapegoat[A 6] : Blanche de Gué

#### Séries télévisées
- 1990 : The Gift : Sonia Parsons
- 1999 : Aristocrats : Lady Sarah Lennox
- 2002 : Tipping the Velvet[A 7] : Florence Banner
- 2002 : Daniel Deronda[A 8] : Mirah Lapidoth
- 2003 : The Other Boleyn Girl (en) : Anne Boleyn
- 2006 : Friends and Crocodiles (en) : Lizzie Thomas
- 2006 : The Amazing Mrs Pritchard (en) : Miranda Lennox
- 2007 : The Street (en)  : Jean Lefferty
- 2009 : Emma[A 9] : Anne Taylor (Mrs Weston)
- 2010 : Chris Ryan’s Strike Back : Layla Thompson
- 2011 : The Jury : Katherine Bulmore, le juré no 8
- 2013 : The Ice Cream Girls (en) : Poppy Carlisle
- 2013 : The Crimson Field (en) : Adelinde Crecy
- 2014 : Common (en) : Coleen O’Shea
- 2015 : Game of Thrones : Maggy la Grenouille
- 2019 : The Witcher : Calanthe
- 2024 : Nell Rebelle : Reine Anne
- 2024 : Dune: Prophecy : Impératrice Natalya

### Adaptations littéraires
1. ↑  d’après La Lettre écarlate
2. ↑  d’après Les Forestiers de Thomas Hardy
3. ↑  d’après Chez les heureux du monde
4. ↑  d’après Le Tour d'écrou
5. ↑  d’après Le Maire de Casterbridge
6. ↑  d’après Le Bouc émissaire
7. ↑  d’après Caresser le velours
8. ↑  d’après Daniel Deronda
9. ↑  d’après Emma